# Touch! Generations
Touch! Generations是任天堂在2005年创办的品牌，它们作为任天堂DS和Wii的展示游戏，以吸引更广泛的大众。随着2011年任天堂3DS发售，任天堂停用了这个创立6年的品牌。虽然如此，一些诞生于此品牌的作品继续在当时或之后的任天堂机种上发展续作。

## 评价
Touch! Generations游戏几乎在所有区域都获得好评。比如《脑力锻炼》全球销量超过900万。任天狗系列是最畅销的任天堂DS游戏之一，到2009年3月售出2,220万， 而脑力锻炼系列售出1,740万。